# 養蜂場

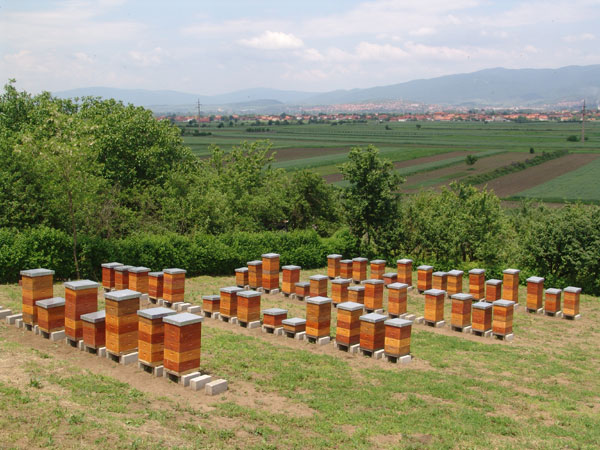
位於塞爾維亞的戶外養蜂場

養蜂場，也稱之為蜂場，是蜜蜂養殖所存放蜂箱的區域。養蜂場可分為包括農村、城市等多種規模類型，具體取決於蜂蜜生產的主要功能。此外，養蜂場可以指業餘愛好者使用的蜂箱，或僅用於商業或教育用途的蜂箱。其類型也也可以是無牆、有屋頂的結構，類似裝有蜂箱的涼亭，或者是帶有開口的封閉式結構建築，具有能夠從中引導蜜蜂飛行路徑的功能等用處。

## 歷史
早在公元前2422年之前，古埃及就已經有著養蜂場的文獻紀錄，當時蜂箱是使用模製泥土建造的。縱觀整個人類歷史，養蜂場和蜜蜂在全球範圍內一直是作為生產蜂蜜和授粉目的存在而建立。因此養蜂場不僅被定義為存放蜂箱的地方，其存在可以追溯到養蜂業本身的歷史。

## 詞源
「養蜂場」這個詞的第一個已知用法是在1654年的文獻所檢視。這個詞的詞根來自拉丁詞「apis」，意思為「蜜蜂」之意，導致「apiarium」、「beehouse」，最終成為「養蜂場」。
蜂農很少被稱為「養蜂場人」或「蜂場人」。根據定義，養蜂場作為存放蜂箱的地方；而蜂農這個詞通常指的提供適合蜜蜂築巢的環境以對其進行「半馴養」的職業人士。apiarist一詞首次出現在1940年由德古意特出版社所著的一本書中。這是蜂農創造的一個短語，用來描述如何維護養蜂場。

## 結構
養蜂場可能因地點和個別操作的需要而異。通常養蜂場是由幾個單獨的蜂箱組成。在城市養蜂的情況下，蜂箱通常位於高地上，與位於較低海拔的蜂箱相比則有更少的空間。為了能夠人口稠密的城市地區引導蜜蜂的飛行路徑，蜂農]通常會建造較高的柵欄，迫使蜜蜂飛得更高並擴大它們對食物的搜索範圍，或將蜂箱放置在一個封閉的空間中，而蜂房的開口可以引導蜜蜂的飛行路徑。

## 位置

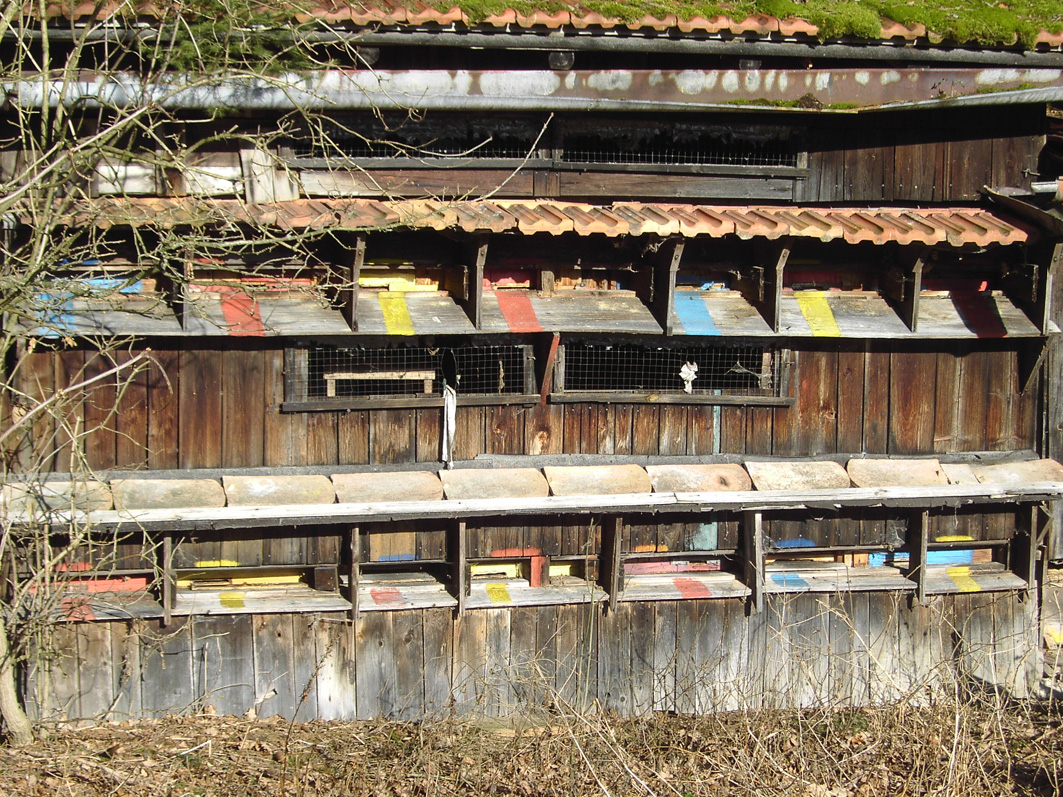
德國上巴伐利亞的養蜂場

養蜂場通常位於高地上以避免水分聚集，但基本仍須靠近穩定的水源（無論是天然水源還是人造水源），都需要確保蜜蜂的生存需求以及進入養蜂場。此外養蜂場的建立也需要考慮了對蜜蜂的花蜜供應，以及相對大量的陽光。因此養蜂場都設立於果園、農場和公共花園附近，這些區域主要需要頻繁授粉，以在蜜蜂與其食物來源之間形成正反饋的迴路。也節省了蜜蜂的传粉和植物供應花蜜的時間。
養蜂場具有除了蜂蜜生產以外的蜂巢管理目標，包括飼養蜂王和繁殖蜜蜂。在北半球，朝東和朝南且早晨陽光充足的位置是養蜂場的首選位置。在炎熱的氣候下，養蜂場也需要有著遮蔭功能，如果沒有樹木的則需要人工結構以提供遮蔽炎熱氣候的空間。其他需要注意的問題也包括當地空氣污染、污水排放、偷竊、以及防止被人為故意破壞等選項。
在美國，每個州都有養蜂人，從業餘愛好者到商業養蜂人不等。美國蜂蜜生產最大量的地區包括佛羅里達州、德克萨斯州、加利福尼亞州和中西部上游的區域。對於有償授粉的主要地區責包括加利福尼亞州、太平洋西北地區、五大湖州和東北部。地方條例和分區法的規章制度也會影響養蜂場。
儘管美國進口了世界蜂蜜的16%。但是近年來受到各種因素影響，使得美國的蜂蜜產量下降，在國際上，最大的蜂蜜生產出口國則為中國、德國和墨西哥。與美國一樣，養蜂場的位置在國際上因可用資源和營運需要而異。

## 尺寸

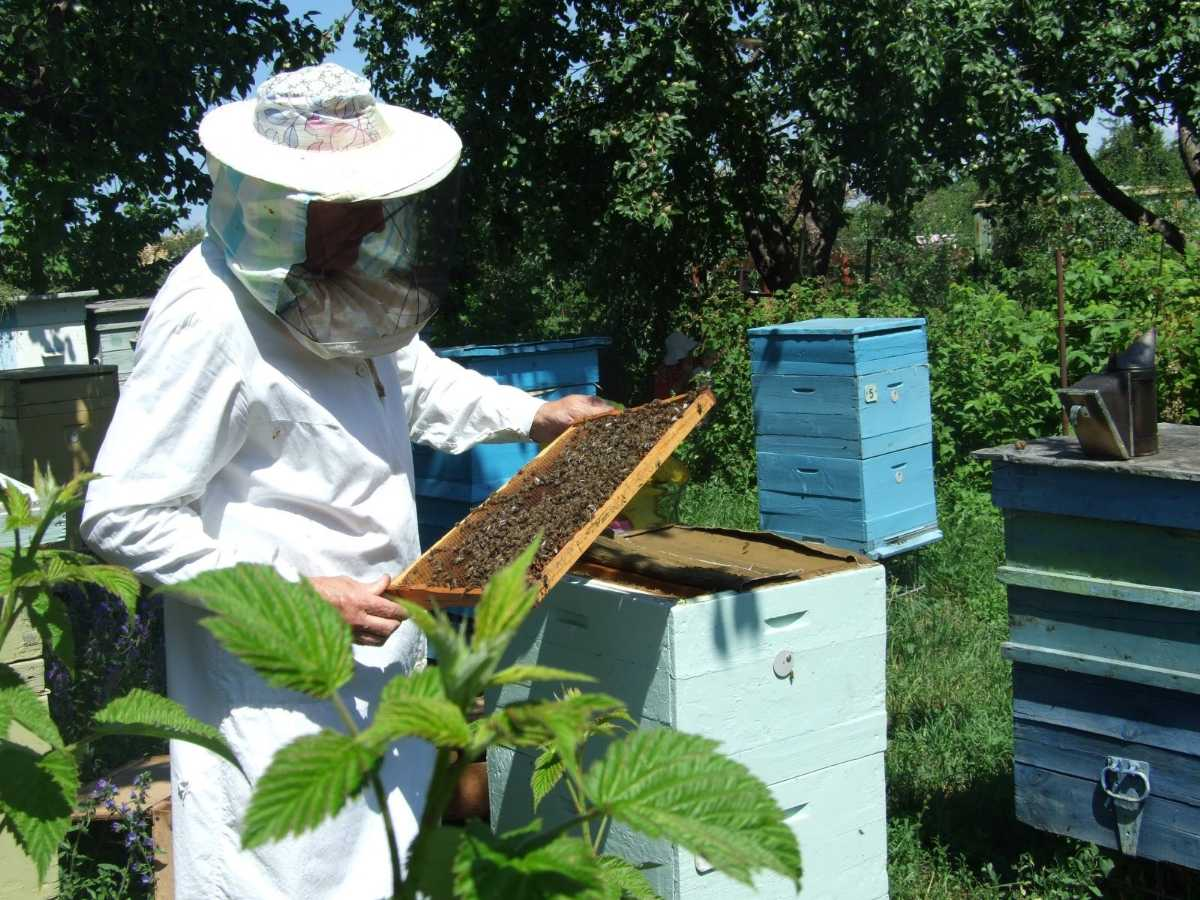
俄羅斯巴什科爾托斯坦的養蜂場

蜂房的規模不僅是指蜂房的空間大小，也包括蜜蜂的數量和蜜蜂重量。若是空間充足，蜂房容納蜂箱或蜜蜂家族的數量並沒有任何限制。一旦養蜂場中的蜂箱數量越多，相對於資源的蜂蜜產量就越高，這通常會導致養蜂場隨著時間和經驗而持續增長。此外，蜂房內的蜂箱數量更多，也可以提高所生產蜂蜜的效率。
一個養蜂場可以放置的最大蜂箱數量可能會有所不同。然而，如果將太多蜂箱放入養蜂場，蜂箱裡的蜂群就會相互競爭，這將導致資源稀缺使蜂蜜、花粉和蜂花粉的產量降低，以及蜂群疾病的傳播率提高。一個較好的經驗法則認為是置放在永久養蜂場中的蜂箱，以不超過25-35個蜂房的規模較為合適。
養蜂場的規模不僅取決於可用的資源，還取決於所種植蜂蜜的種類，通常在較小的產量中，會種植更複雜的種族。養蜂場的用途也會影響規模：包括在商業行為、蜂蜜生產商以及大學、研究機構和當地組織經營的形式。從而導致養蜂場的大小因使用特性而異。
永久養蜂場或蜜蜂場的最大尺寸也可能取決於蜜蜂的類型。一些蜜蜂物種，如西方蜜蜂將飛得更遠，這樣以3英里（5公里）為覓食半徑的養蜂場，則能夠覆蓋至28平方英里（73公里）的供應區域。

## 疾病和衰退
由於氣候變遷、資源稀缺等因素，當代的養蜂場可能會持續減少，這可能導致附近的蜂箱被搶劫。尤其在城市地區，由於蜜蜂資源有限，大量蜂箱可能因此受到影響。
養蜂場可能患有多種疾病和蟲害。縱觀歷史，養蜂場和蜜蜂在全球範圍內一直用於蜂蜜和授粉目的。近年來，由於抗藥性蟎蟲導致的蜂群崩壞症候群已經肆虐蜜蜂種群。此狀況會進而導致蜂群衰退或崩潰。出於這個原因，許多養蜂人選擇保持規模有限的養蜂場，以避免大規模感染或蟲害。

## 外部連結
- The River Wey and Wey Navigations Community Site （页面存档备份，存于） – a non-commercial site of over 200,000 words all about the Wey Valley and includes a photo-essay about honey bees and apiary
- National Honey Board – June 2005 press release
- http://www.apiary.site （页面存档备份，存于） A nonprofit site for apiary and bee keepers (2019)
- Image of a young girl at an apiary, Los Angeles County, 1935. （页面存档备份，存于） Los Angeles Times Photographic Archive (Collection 1429). UCLA Library Special Collections, Charles E. Young Research Library, University of California, Los Angeles.